# Andrés Quintana Roo
Pour les articles homonymes, voir Quintana.
Andrés Quintana Roo (30 novembre 1787, Mérida, Yucatán – 15 avril 1851, Mexico), est un homme d'État. Il est président du Conseil des ministres et ministre des Relations extérieures et intérieures du Mexique pendant le gouvernement constitutionnel de l'Empire mexicain.

## Biographie
Andrés Quintana Roo est un indépendantiste mexicain, journaliste (éditeur du Semanario Patriótico) et juriste qui préside l'Assemblée nationale constituante de 1813–14 qui ébaucha la constitution mexicaine de 1814 et plus tard l'assemblée constituante qui rédigea la Constitution de 1824. Ses restes ainsi que ceux de son épouse, Leona Vicario, reposent dans le mausolée situé à la base d'El Ángel de la Independencia à Mexico, en compagnie de ceux de: Juan Aldama, Nicolás Bravo, Ignacio Allende, Vicente Guerrero, Miguel Hidalgo y Costilla, José Mariano Jiménez, Mariano Matamoros, Francisco Javier Mina, José María Morelos y Pavón, et Guadalupe Victoria,,.
Le territoire puis État mexicain de Quintana Roo est nommé en son honneur.